# Canala
Canala – miasto w Nowej Kaledonii (terytorium zależne Francji). Według danych na rok 2008 liczy 3 614 mieszkańców.